# Riši
Riši (rishi) je sanskrtski izraz, ki pomeni videc, modrec.
Riši(ji) so verski modreci, svetniki Himalaje, vidci in pevci svetih pesmi davnine. Sedem rišijev imenovanih saptarišiji je maharišijev.
Rišiji so upodobljeni z daritveno vrvico v rumenih oblačilih in dolgimi bradami. Njihova zunanja znamenja sta knjiga in vrč z vodo.